# MAP経営
株式会社MAP経営は、税理士・会計士事務所および金融機関向けに経営計画作成支援および目標達成管理に特化した専用システムとサービスを提供する会社である。

## 沿革
- 平成元年東京都新宿区西新宿六丁目16番にコンピューターソフトの制作、企業経営に関する計画の作成受託業務および経営組織の改善に関する立案助言業務に関する業務を事業目的とした株式会社ユニバーサル・エナジー(資本金1000万円)を設立。
- 平成3年スリーエス総研株式会社に社名変更。
- 平成6年会計事務所向け『MAP経営シミュレーション』を販売開始。大阪市中央区に大阪研修所を新設。
- 平成7年経営計画実践研究会『MAPサロン』第1回開催。
- 平成9年ユーザー会『あんしん経営をサポートする会』を主宰。
- 平成10年株式会社エムピー経営に社名変更。『あんしん経営をサポートする会』第1回全国大会を開催。
- 平成12年会計事務所向け『MAP経営シミュレーションⅡ』を販売開始。
- 平成14年福岡市博多区に福岡支社・研修所を新設。大阪研修所を大阪支社・研修所に新設。MAS監査プランナー制度発足。『あんしん経営をサポートする会』賛助会員制度発足。
- 平成16年名古屋市中村区に名古屋支社・研修所を新設。
- 平成17年本社を中野区本町一丁目に移転。
- 平成19年株式会社MAP経営に社名変更。
- 平成22年金融機関向け『ＭＡＰクイックリレーション』を販売開始。
- 平成23年中堅企業向け『Ｆｏｍａｓ』（フォーマス）を販売開始。
- 平成23年会計事務所向け『ＭＰ式財務分解講座』DVDを販売開始。
- 平成24年本社を中野区本町二丁目に移転。
- 平成25年会計事務所向け『自社将軍開催キット』を販売開始。
- 平成26年会計事務所向け『ＭＡＰ経営シミュレーション３』をリリース。